# Fristo
Die Fristo SE (Eigenschreibweise: FRISTO) ist ein mittelständisches Familienunternehmen mit über 1700 Mitarbeitern. Das Einzelhandelsunternehmen mit Hauptsitz in Buchloe (Ostallgäu) betreibt über 240 Getränke-Abholmärkte in acht deutschen Bundesländern und im österreichischen Bundesland Tirol.

## Geschichte

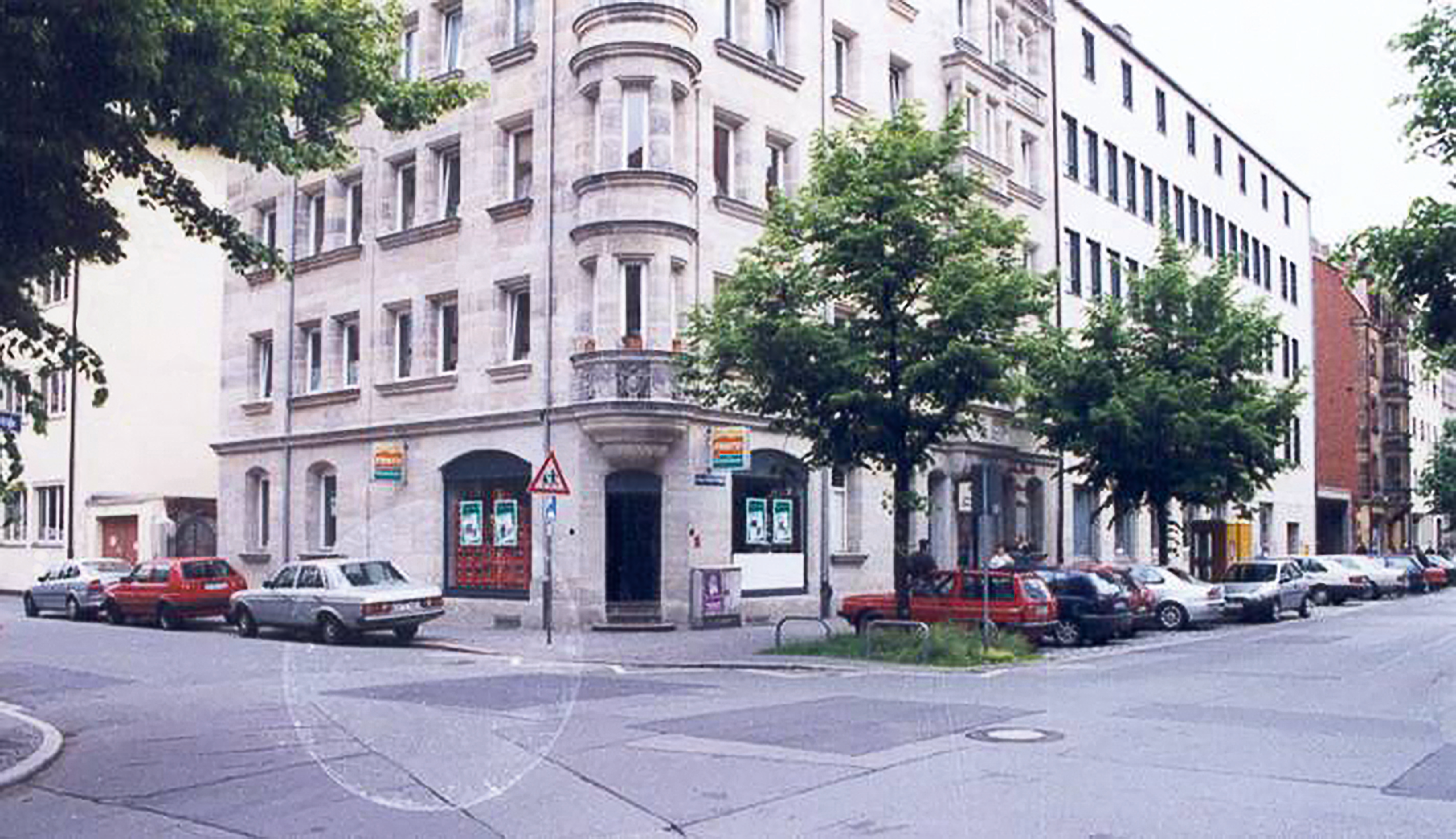
Erster Fristo-Getränkemarkt in Nürnberg (1970)

Historisches Logo bis 2023

Das 1969 gegründete Unternehmen eröffnete 1970 seinen ersten Getränkemarkt in Nürnberg. 1991 wurde der Sitz des zunächst in Nürnberg ansässigen Unternehmens nach Buchloe verlegt. Seitdem wurde das Vertriebsgebiet kontinuierlich ausgebaut und verdichtet. Dazu wurden weitere Filialen sowie Logistik- und Verwaltungsstandorte gebaut. So folgte 2015 auf rund 40.000 m² das fünfte Verwaltungs- und Logistikzentrum in Zimmern ob Rottweil.
2019 wurde das Logistikzentrum in Buchloe erweitert und modernisiert sowie der Grundstein für die neue Unternehmenszentrale gelegt. Diese wurde im Frühjahr 2022 bezogen.
Im Dezember 2023 erfolgte die Umfirmierung von der Fristo Getränkemarkt GmbH in die Fristo SE.

## Filialen und Mitarbeiter

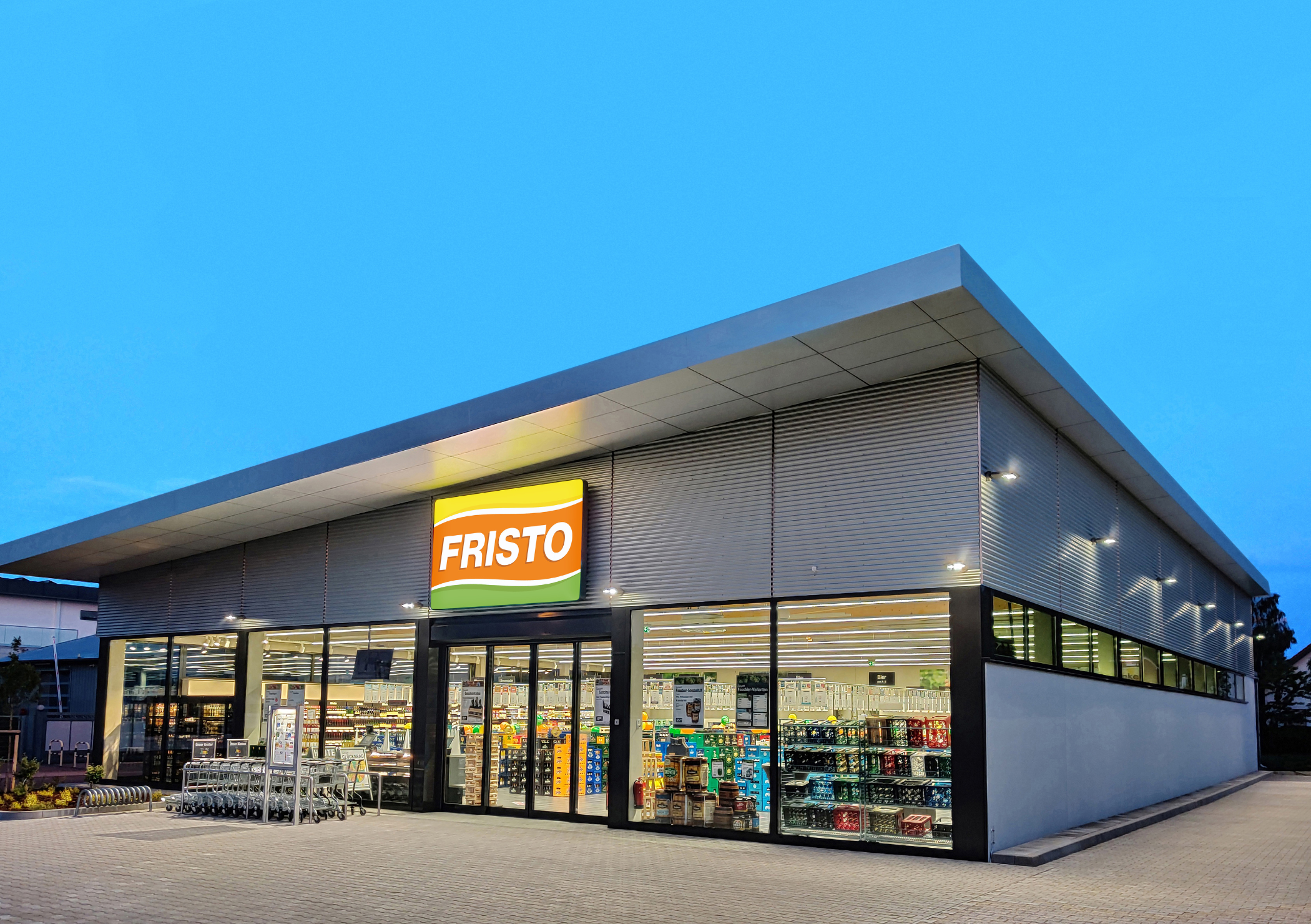
Markt in Adelsdorf

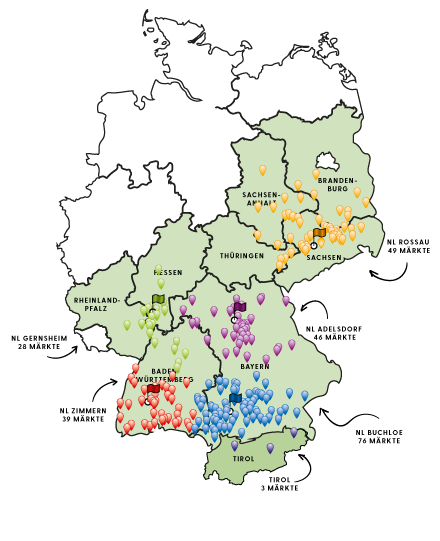
Fristo-Getränkemärkte im Überblick

2024 gehören über 240 Getränkemärkte zum Unternehmen, das in den süd- und ostdeutschen Bundesländern Bayern, Baden-Württemberg, Rheinland-Pfalz, Hessen, Sachsen, Thüringen, Sachsen-Anhalt und Brandenburg sowie in Österreich (Tirol) vertreten ist. Zahlreiche Märkte und alle Logistikzentren stehen im Eigentum der Gesellschaft.
Das Unternehmen beschäftigt über 1700 Mitarbeiter und bildete 2023 rund 100 Auszubildende und duale Studenten in sechs Ausbildungsberufen und drei Bachelor-Studiengängen aus.

## Verwaltung und Logistik
Die Unternehmenszentrale in Buchloe (Ostallgäu) beherbergt die zentralen Abteilungen, darunter Einkauf, Finanzbuchhaltung, Personalwesen, Marketing, IT und Projektmanagement. Neben dem Stammsitz in Buchloe verfügt das Unternehmen über fünf dezentrale Niederlassungen mit einer regionalen Verwaltung und eigenen Logistikzentren in:
- Buchloe (Ostallgäu)
- Adelsdorf (Nordbayern)
- Rossau (Sachsen)
- Gernsheim (Hessen)
- Zimmern ob Rottweil (Baden-Württemberg)

Die Getränkemärkte werden zum Großteil durch die eigene Logistik beliefert, die mit rund 150 Mitarbeitern den Warenfluss von den Herstellern in die Märkte sicherstellt. Das Unternehmen betreibt einen eigenen Fuhrpark, der 60 LKW (2023) umfasst. Damit werden jährlich rund 40 Mio. Getränkekisten bewegt.

## Sortiment

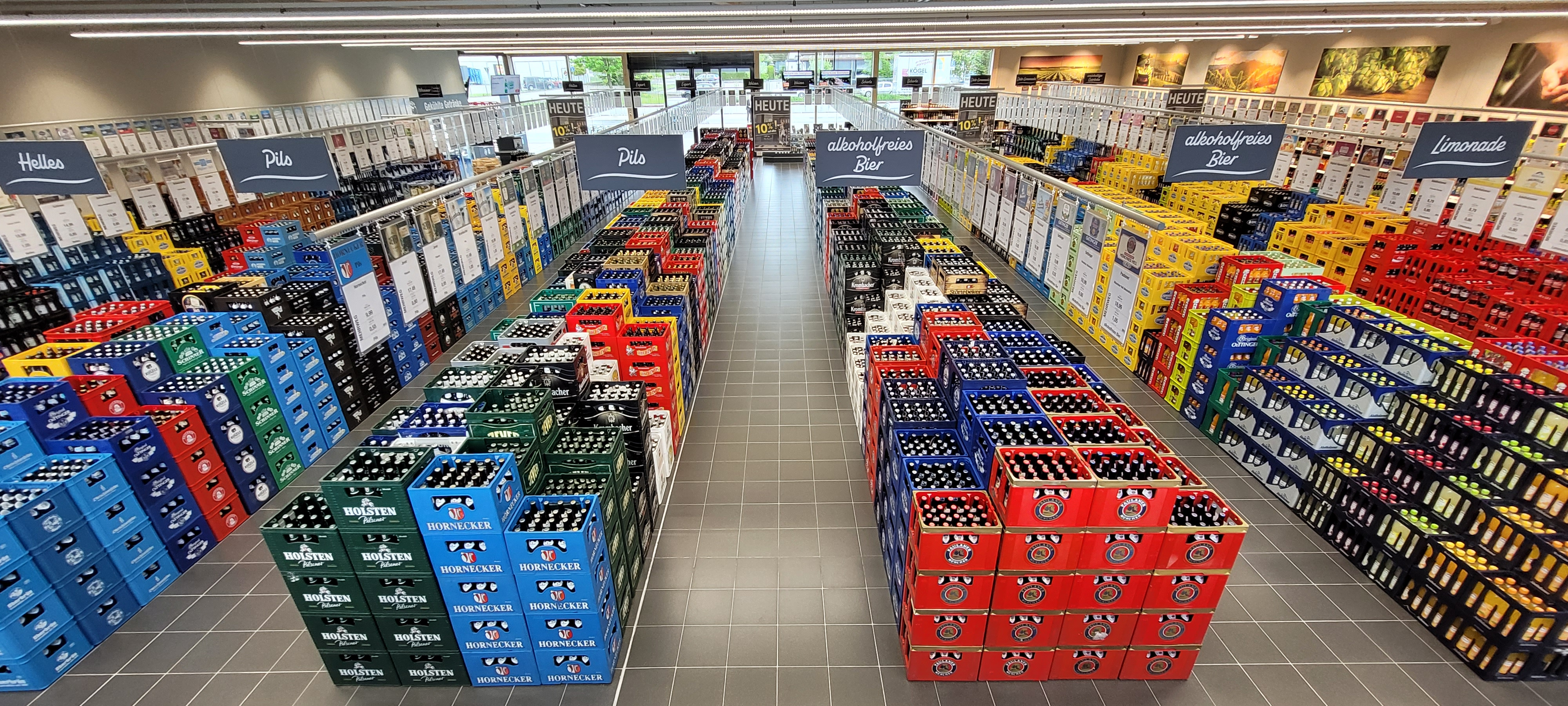
Fristo-Sortimente

Das Sortiment besteht aus über 6000 Artikeln, von denen sich bis zu 1500 Artikel in jedem Markt befinden. In jedem Markt lässt sich eine breite Auswahl an regionalen, nationalen und internationalen alkoholfreien und alkoholhaltigen Getränken finden. Dabei setzt das Unternehmen nach eigenen Angaben einen besonderen Wert auf regionale, nachhaltig orientierte Hersteller und Lieferanten.

## Umwelt- und Klimaschutz
Die Fristo SE gibt an, einen besonderen Wert auf Regionalität und Klimaschutz zu legen. Dabei verweist das Unternehmen auf seine Mitgliedschaft im Verband Pro Mehrweg, seinen Mehrweganteil von über 90 % der Artikel innerhalb des Sortiments, sowie seine verbrauchsarme LKW-Flotte und den verbreiteten Einsatz von Photovoltaikanlagen auf den Dächern von Märkten und Logistikzentren.
Außerdem wird von der Fristo-Stiftung seit zwei Jahren die „Crowdpfanding“-Aktion des Rotaract Club Memmingen unterstützt, bei der auf dem Ikarus-Festival Pfand gesammelt wird und anschließend an gemeinnützige Zwecke gespendet wird.

## Fristo-Stiftung
Im Jahr 2020 gründete Fristo-Inhaber Andreas Brügel die gemeinnützige Fristo-Stiftung. In sie soll ein Teil der Einnahmen aus dem Getränkehandel fließen, um Menschen neue Chancen zu eröffnen und ihnen ein besseres Leben zu ermöglichen.
Die Fristo-Stiftung unterstützt Projekte und Einrichtungen in folgenden Fördergebieten:
- Kinder- und Jugendhilfe
- Hilfe in Lebenskrisen
- Mehrwegsysteme und Klimaschutz
- Auslandshilfe
- Aus- und Weiterbildung
- Historische Aufarbeitung[9]

## Trivia
2017 nahm der Getränkemarkt wegen eines Streits sämtliche Biere des weltgrößten Braukonzerns „Anheuser-Busch InBev“ aus dem Sortiment.
Mittlerweile vertreibt Fristo wieder viele Biermarken der belgischen Unternehmensgruppe.